# Thecla torfrida
Thecla torfrida är en fjärilsart som beskrevs av William Chapman Hewitson 1867. Thecla torfrida ingår i släktet Thecla och familjen juvelvingar. Inga underarter finns listade i Catalogue of Life.